# Viviana Guzmán
Viviana Guzmán (sinh ngày 20 tháng 8 năm 1964) là một người chơi sáo, nhà soạn nhạc, vũ công và nhà thơ chuyên nghiệp người Chile, là người biểu diễn hơn 80 buổi hòa nhạc một năm và đã biểu diễn ở 122 quốc gia. Cô đã được tờ The New York Times miêu tả là "một nghệ sĩ giàu trí tưởng tượng". Nó cũng đã nói về bà rằng "Guzmán có lẽ là người thổi sáo đầu tiên sau người thầy Jean-Pierre Rampal của bà có thể xây dựng một sự nghiệp diễn đơn duy trì lâu đến vậy."

## Tiểu sử và học vấn
Sinh ra ở Concepcion, Chile, đã đến Hoa Kỳ khi là một đứa trẻ để được điều trị y tế bệnh trật khớp xương hông, và hiện đang sống gần  San Francisco, California. Năm 15 tuổi, bà chơi nhạc với tư cách là một nghệ sĩ độc tấu với dàn nhạc, học dưới sự hướng dẫn của Jean-Pierre Rampal và được giới thiệu trên chương trình đặc biệt về âm nhạc John Denver được truyền hình trên toàn quốc của NBC. Guzmán cũng học cùng với Albert Tipton, James Galway, và Julius Baker.
Guzmán theo học tại trường Đại học Rice theo diện học bổng nghiên cứu sinh, tập trung vào y học trước tiên; sau đó, cô đã chọn âm nhạc như con đường sự nghiệp của mình và vào trường Juilliard qua đường học bổng. Guzmán đã ra mắt buổi biểu diễn của mình ở New York tại sảnh hòa nhạc Carnegie Hall.
Là người chiến thắng trong cuộc thi Young Artists Auditions of Artists International năm 1991, cô đã giành được nhiều Giải Nhất khác trong các cuộc thi bao gồm  New York Flute Club Competition; Five Towns Music and Arts Foundation và Performers of Connecticut Young Artists Competition. Cô cũng là người nhận học bổng của Trung tâm Lincoln; Viện Văn hóa Tây Ban Nha; Giải Shepherd; Giải thưởng Immanuel Olshan; Giải Hirsch; Giải thưởng Quỹ Phillips; và giải thưởng Ruth Burr.

## Lịch sử âm nhạc
- Telemann Flute Fantasies 1996
- Planet Flute 1997
- Danza de Amor (with Festival of Four) in 2000
- Serenity 2001 National Geographic Compilation Album
- Mostly Tango 2002
- Argentine Music 2006
- Meditations For Flute 2007
- Traveling Sonata 2013

## Xuất bản phẩm
- Contributing author, entry in Greatest Inventions of the Last 2,000 Years, by John Brockman (Simon & Schuster, 2000).
- Love Soliloquies, Viviana Guzmán (Syren Press, 2002).